# ヴェルトゥ
ヴェルトゥ （Vertou）は、フランス、ペイ・ド・ラ・ロワール地域圏、ロワール＝アトランティック県のコミューン。

## 由来
ブルトン語の地名はGwerzhavまたはGwerzhoùであった。2018年現在、ヴェルトゥでブルトン語は話されていない。

## 地理
歴史的にブルターニュ地方と、ヴィニョーブル・ナンテーズ（ナント・ワイン）の一部に含まれている。ナントの南東、セーヴル・ナンテーズ川の谷に位置する。
コミューン内は完全に都市化されているわけではなく、一部は農業地帯でミュスカデ・ワインの生産地にあたる。

## 歴史
古代、ガリア系部族はロワール川流域に広がっており、その1つアンビラトリ族がこの地に定住していた。ヴェルトゥの名はケルト語源であり、ヴェルトゥの名が初めて記されるのは初期キリスト教時代、ラテン語化されたウェルタウム（Vertavum）としてであった。verはケルト語で川を、tawは平和を意味する。
575年頃、ヴェルトゥのマルタンはこの地に2つの修道院を創設し、聖職者の共同体をおいた。
ロワール川南岸にあたるこの地域はヴァイキングの来襲と略奪の危険にさらされており、バ＝ポワトゥー地方守備のためエルボージュ伯爵領が設置された。
9世紀半ばまでに、首長ノミノエ率いるブルトン軍がフランク王国に幾度か勝利して、エルボージュ伯爵領はブルターニュ王国に組み込まれた。
987年、アンジュー伯ジョフロワ1世がナントの南にあたるロワール南岸を獲得し、砦を築いた。アンジュー伯はセーヴル・ナンテーズ川までを勢力下においた。1000年頃、ヴェルトゥで最も重要な修道院の基礎が築かれた。12世紀終わりまで、アンジュー伯はロワール南岸を押さえていた。
1470年から1650年にかけ聖職者たちが行ったモワヌ水道の工事により、セーヴル・ナンテーズ川とロワール川の航行が可能となった。
15世紀、ブルターニュ公フランソワ2世の要請でブドウ畑がヴェルトゥに広げられた。
フランス革命時代の1793年、ヴェルトゥは革命政府軍とカトリック王党軍の戦いで徹底的に破壊された。

## 人口統計
| 1962年 | 1968年 | 1975年 | 1982年 | 1990年 | 1999年 | 2006年 | 2011年 |
| ------ | ------ | ------ | ------ | ------ | ------ | ------ | ------ |
| 11 100 | 12 089 | 13 853 | 15 631 | 18 235 | 20 261 | 21 091 | 21 681 |

参照元:1999年までEHESS、2000年以降INSEE

## 交通
ナント-サント線がヴェルトゥへ通じており、ナント駅から約10分である。ラ・タン社運営のバス路線がナントとの間を往復する。

## 姉妹都市
- モルジュ、スイス